# Imunogenost
Immunogénost je sposobnost določene snovi, kot sta na primer antigen ali epitop, da v človeškem ali živalskem telesu izzove imunski odziv. Z drugimi besedami, imunogenost je sposobnost povzročitve humoralnih in/ali celičnoposredovanih imunskih odzivov.
Treba je razlikovati med želeno in neželeno imunogenostjo.
- Želena imunogenost je običajno povezana s cepivi, kjer vbrizg antigena (cepivo) izzove imunski odziv na patogen (virus, bakterijo ...) z namenom zaščite organizma. Razvoj cepiva je kompleksen, večkoračni proces, imunogenost pa središče učinkovitosti cepiva.[1]
- Neželena imunogenost je imunski odziv organizma na terapevtski antigen (npr. rekombinantne beljakovine ali monoklonalna protitelesa). Ta reakcija vodi do proizvodnje protiteles proti zdravilni učinkovini (angl. ADA), ki inaktivirajo terapevtske učinke zdravljenja in v redkih primerih povzročajo neželene učinke.[2] Napovedovanje immunogenskega potenciala novih proteinskih terapevtikov je torej v bioterapiji velik izziv.[3]

## Oglejte si tudi
- Cepivo
- Adaptivni imunski sistem
- Imunostimulator